# Chromis alpha
 Chromis alpha és una espècie de peix de la família dels pomacèntrids i de l'ordre dels perciformes.

## Morfologia
Els mascles poden assolir els 8,5 cm de longitud total.

## Distribució geogràfica
Es troba des de l'Illa Christmas fins a les Illes de la Societat, les Illes Mariannes, Nova Caledònia i Micronèsia.